# Ayutthaya

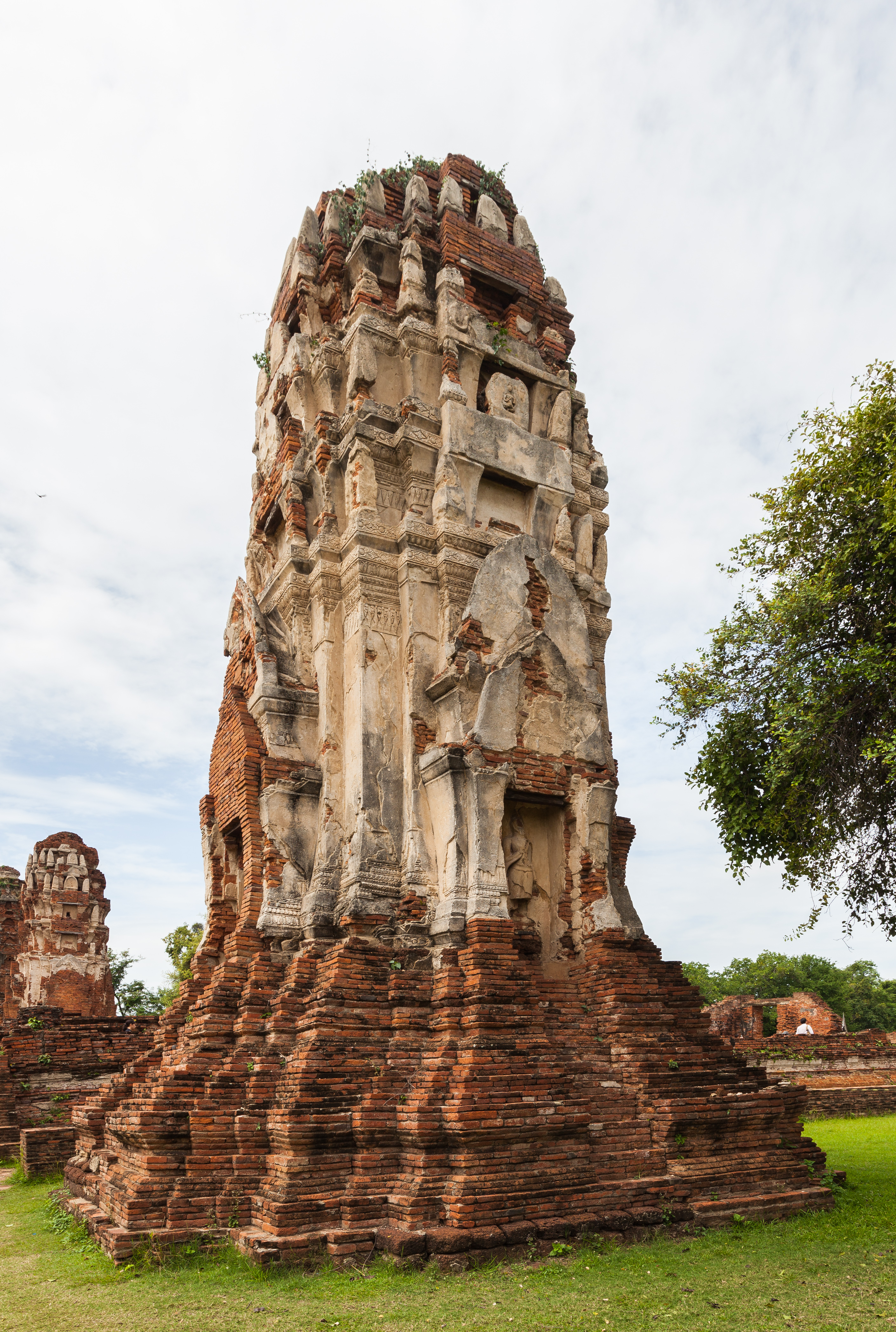
Mahathat templu

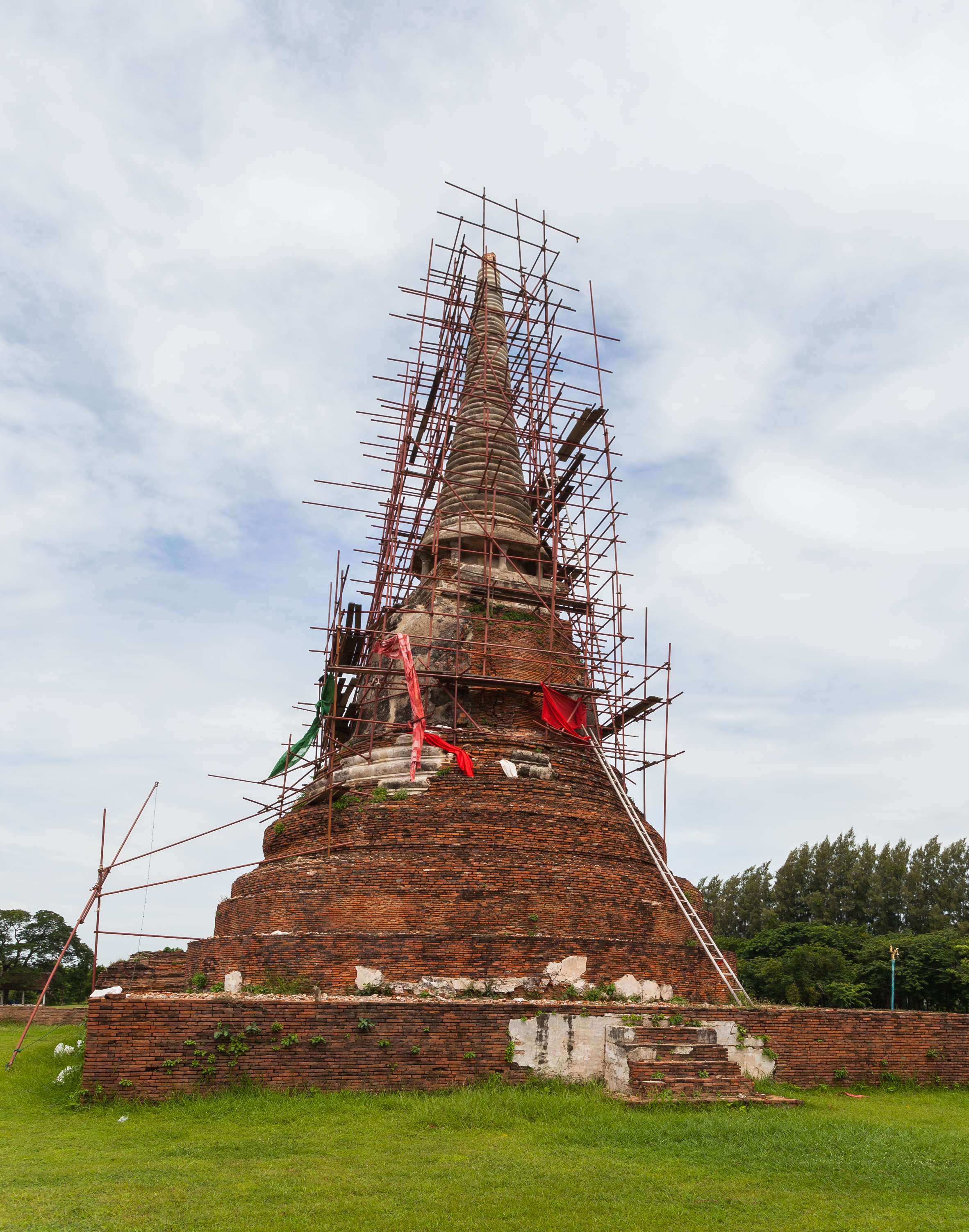
Lucrarile de restaurare

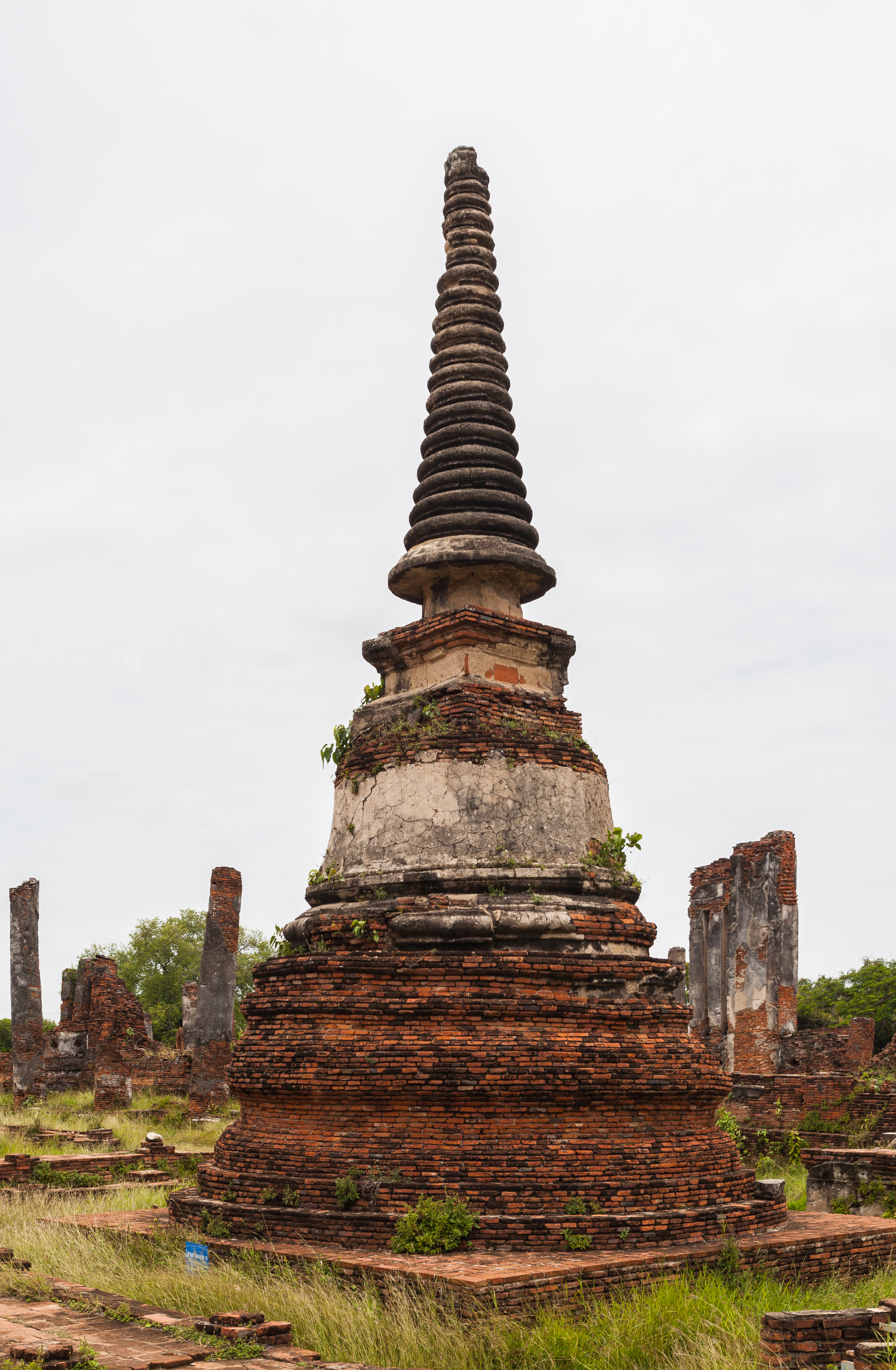
Phra Si Sanphet templu

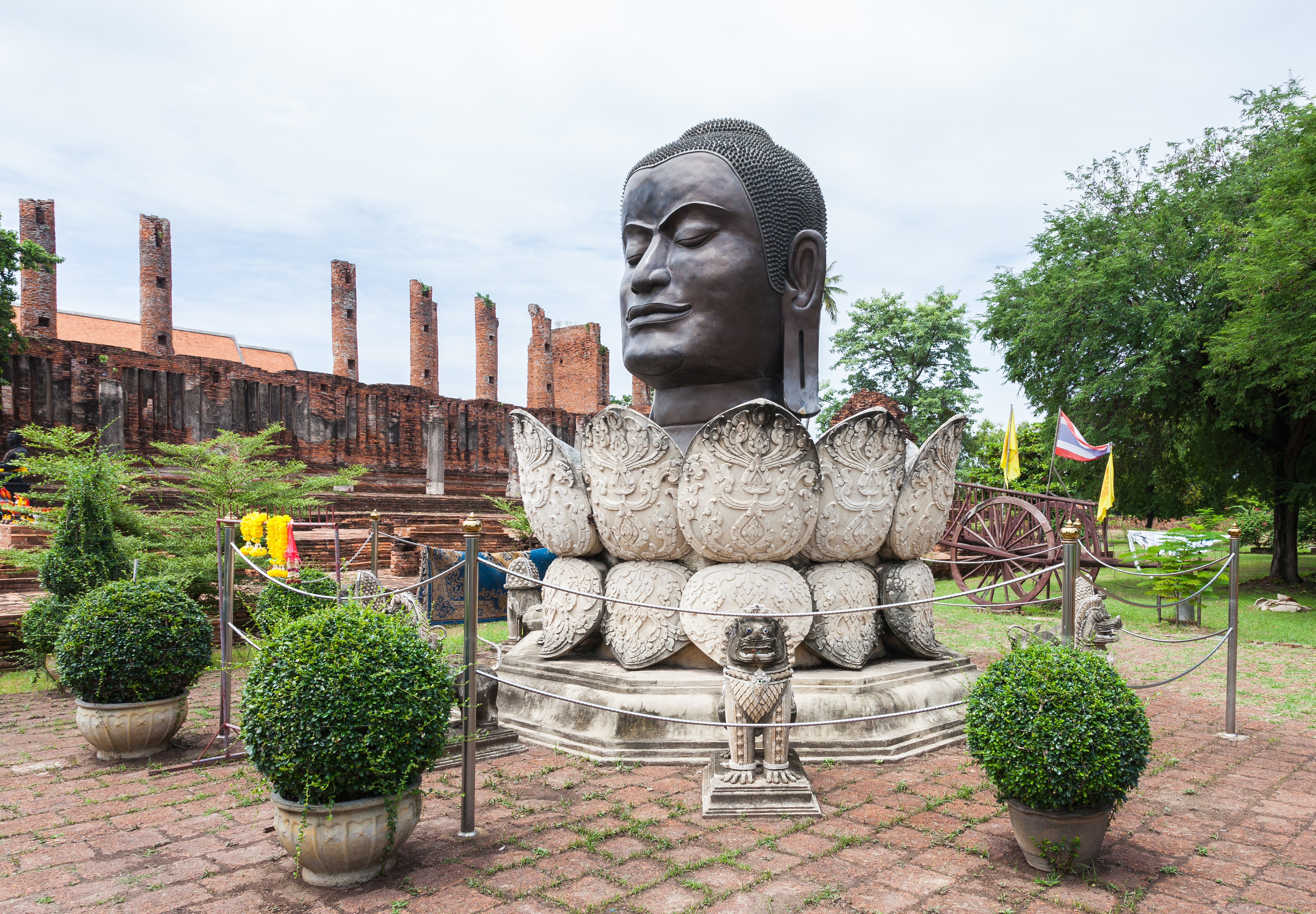
Thammikarat templu

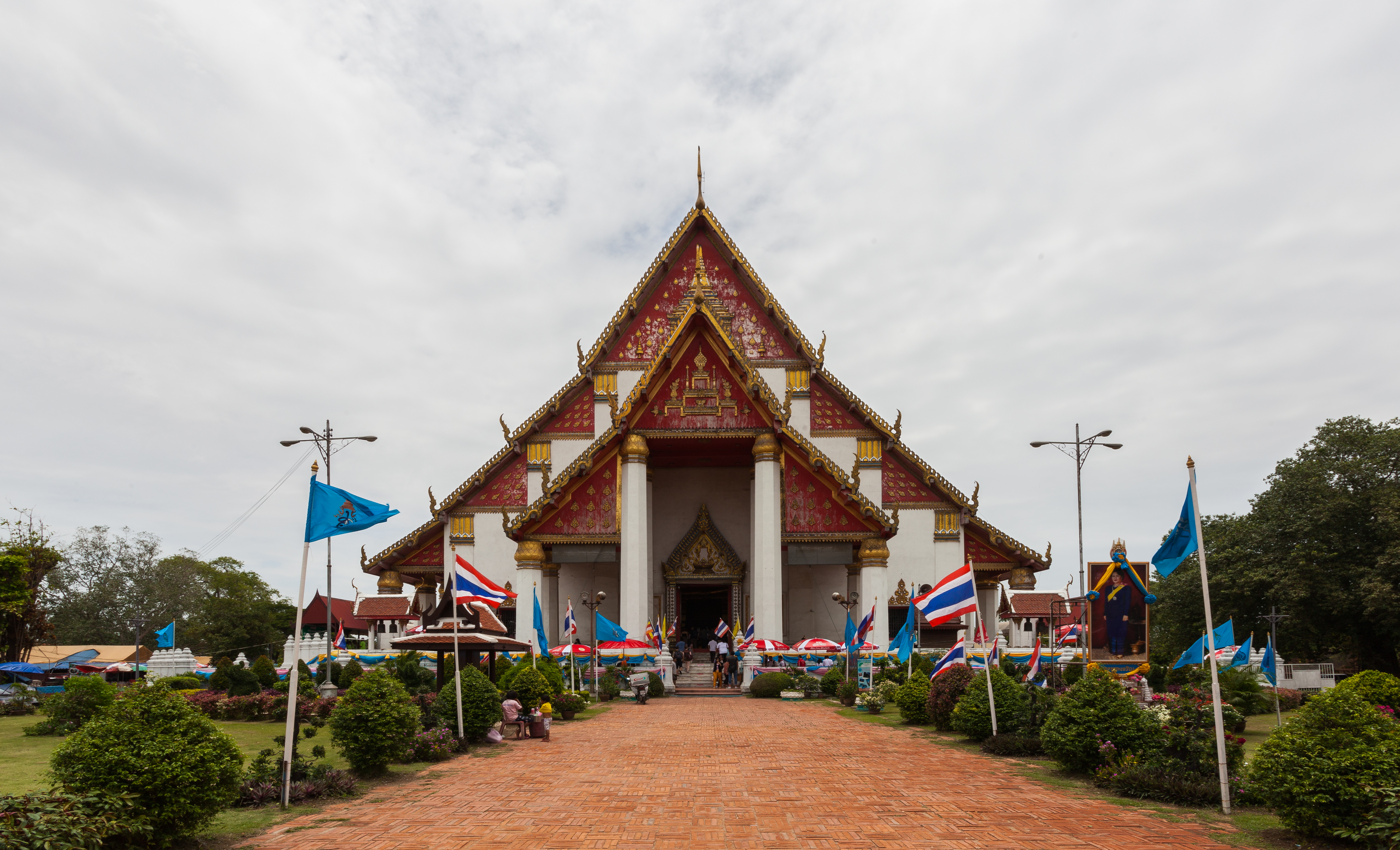
Wihan Phra Mongkhon Bophit

Ayutthaya (cu denumirea completă Phra Nakhon Si Ayutthaya, în thailandeză พระนครศรีอยุธยา) este un oraș din Thailanda, capitala provinciei Phra Nakhon Si Ayutthaya. Timp de 400 de ani, Ayutthaya a fost capitala statului triburilor thai. Privind la palatele și templele ei minunate, călătorii din Occident aveau impresia că au în fața ochilor cel mai frumos tablou pe care l-au zărit vreodată.

## Cel mai vestit oraș al Orientului
Orașul Ayutthaya este situat la 85 km spre nord de Bangkok, între gurile de vărsare ale celor doi afluenți ai fluviului Chao Phraya (Menam): Pa Sak și Lopburi. Canalul care îi unește conferă orașului aspectul unei insule. Ayutthaya, deși în ruine, este unanim considerată unul dintre cele mai remarcabile și mai mari orașe vechi din Asia. În anul 1350, prințul U Thong a pus piatra de temelie a viitoarei capitale a regatului, care cuprindea aproape întreg teritoriul Thailandei contemporane și o mare parte din Cambodgia de astăzi. U Thong s-a proclamat rege și a adoptat numele de Somdet Phra Ramathibodi I. Ayutthaya a rămas, timp de 400 de ani, reședința celor 33 de urmași ai lui, devenind un înfloritor centru cultural și comercial. Negustorii din Portugalia, Anglia, Franța, Olanda și China au întemeiat aici factorii. În 1605, Ayutthaya avea deja 1.000.000 de locuitori. Stăpânii țării aveau la dispoziție trupe de mercenari japonezi și perși, iar orașul era dominat de 2.000 de turnuri de apărare, unite între ele. Ayutthaya se numără, fără îndoială, printre cele mai influente centre ale Orientului. Regele Somdet Phra Ramathibodi I și-a înconjurat capitala cu un val de pământ și cu palisade, care, în 1549, au fost înlocuite cu un zid din cărămidă, întărit cu șase bastioane puternice. Timp de secole, armatele birmane au încercat în zadar să cucerească orașul. Au reușit, în sfârșit, abia în anul 1767. Birmanii nu au cruțat niciun templu, au distrus palatul regal și au decapitat miile de statui reprezentându-l pe Buddha, mânați de credința, pe atunci generalizată, că spiritul acestuia locuia în sculpturi. Fugind din fața morții sau a sclaviei, populația a părăsit capitala. Deși birmanii au fost învinși în scurt timp, a devenit clar că orașul numai poate fi salvat. Ayutthaya a rămas un mare complex de ruine de temple și de palate străvechi.

## Splendoarea unor ruine
Podul Pridi-Damrong deschide calea către partea istorică a orașului. Din vechile ziduri de apărare s-au păstrat numai fragmentele amplasate în apropiere de fortul Phom Phet. Templul Wat Suwan Dararam a fost construit în preajma anului 1700, apoi extins și ornat în timpul conducerii dinastiei Chakri. Deosebit de impresionantă este sala ordinațiilor numită bot, imaginată sub forma unui vas care îi poartă pe budiști către izbăvire. Acest templu este unicul locuit încă de călugări. În muzeul Chao Sam Phraya, epoca de glorie demult apusă este evocată de numeroasele exponate care reprezintă stilurile Lop Buri, U Thong, Ayutthaya, Dvaravati și Sukhothai. În muzeu pot fi văzute sculpturi din bronz și din piatră, statuete de teracotă, obiecte ceramice și obiecte lucrate cu dalta, precum și bijuterii din aur, bătute cu pietre prețioase. Construirea muzeului, dat în folosință în anul 1961, a fost finanțată prin vânzarea celor 100.000 de tăblițe votive găsite în prang-ul (edificiul în care sunt păstrate relicvele) templului Wat Ratchaburanan. Criptele sale sunt împodobite cu picturi murale ale unor artiști chinezi, care îmbină calitățile stilurilor khmer și birman. Cel mai frumos și mai vestit templu din Ayutthaya este Wat Phra Si San Phet. Acesta are trei chedi (stupe) mari și multe altele mai mici, fiind numit, cu respect, Templul Regal. În mijlocul complexului religios se ridica, în trecut, o statuie a lui Buddha, înaltă de 16 m și poleită cu aur. Regele Rama I, care a urcat pe tron în 1782, a transportat resturile acestei opere de artă distruse de birmani la Bangkok. În incinta complexului palatelor regale a rămas numai soclul statuii. Palatul Wang Luang, ridicat în 1350 la ordinul regelui U Thong, a devenit miezul viitoarei capitale a Siamului. Numai temeliile sale au supraviețuit până în zilele noastre.